# Laemolyta taeniata
Laemolyta taeniata är en fiskart som först beskrevs av Kner, 1858.  Laemolyta taeniata ingår i släktet Laemolyta och familjen Anostomidae. Inga underarter finns listade i Catalogue of Life.